# تویوکورو، هوکایدو
تویوکورو، هوکایدو (به لاتین: Toyokoro, Hokkaido) یک منطقهٔ مسکونی در ژاپن است که در Tokachi Subprefecture واقع شده‌است. تویوکورو ۳٬۷۴۹ نفر جمعیت دارد.